# Auf der Suche nach Mr. Goodbar
Auf der Suche nach Mr. Goodbar ist ein US-amerikanischer Spielfilm aus dem Jahr 1977. Die Regie übernahm Richard Brooks, der gemeinsam mit Judith Rossner auch das Drehbuch schrieb. Dieses beruht auf dem gleichnamigen Roman von Rossner. Das Buch basiert auf einem wahren Fall, der Ermordung einer Lehrerin für Taubstumme in der Nacht vom 1. auf den 2. Januar 1973 in New York. Bei der Oscarverleihung 1978 war der Film in zwei Kategorien nominiert, ging aber leer aus.

## Handlung
Theresa Dunn wächst in einem streng katholischen Elternhaus auf. Theresa gilt in ihrer Familie als die brave, zuverlässige Tochter, während ihre Schwester Katherine nichts anbrennen lässt, eine spontane Hochzeit und eine Abtreibung hinter sich hat. Trotzdem hat Theresa das Gefühl, dass Katherine das Lieblingskind ist.  Nach der High School besucht Theresa das College und beginnt dort eine Affäre mit einem ihrer Professoren. Dieser ist verheiratet, denkt aber nicht daran, sich scheiden zu lassen und lässt Theresa nach ihrem Abschluss sitzen.
Sie verlässt ihr Elternhaus und beginnt in New York an einer Schule für Gehörlose zu arbeiten. Auf der Suche nach sexueller Freiheit begibt sich Theresa in das New Yorker Nachtleben und verbringt ihre Abende öfter in einer Bar mit Namen „Mr. Goodbar“. Dort lernt sie verschiedene Männer kennen und stürzt sich in kurzlebige Abenteuer. Sie entwickelt eine Art Sucht nach immer härterem Sex und lässt sich auf der Suche nach diesem mit immer zwielichtigeren Männern ein. Theresa beginnt eine Affäre mit dem Italiener Tony, einem Gangster. Sie treffen sich regelmäßig für immer härteren und gefährlicheren Sex. In dieser Zeit lernt sie den Sozialarbeiter James kennen, einen netten, bürgerlichen Mann aus der Nachbarschaft. James umwirbt Theresa, wird von ihr jedoch sehr schlecht behandelt, da er für das Spießbürgertum steht, das Theresa unbedingt hinter sich lassen will.
Theresa beendet die Beziehung mit Tony, nachdem dieser bei der Geburtstagsfeier seiner Mutter in Theresas Gegenwart ausfallend wurde. Am Neujahrstag nimmt sich Theresa vor, ihr Leben zu ändern und die One-Night-Stands sein zu lassen. Sie will noch ein letztes Mal ins „Mr. Goodbar“ gehen und ab dem nächsten Tag ihr Leben wieder mehr unter Kontrolle haben. An diesem Neujahrsabend trifft Theresa auf Gary, den sie mit zu sich nach Hause nimmt. Der Sex funktioniert nicht, der eigentlich homosexuelle Gary bekommt keine Erektion und missversteht Theresas Reaktion vollkommen. Er beginnt sie zu schlagen und zieht ein Messer, mit dem er immer wieder auf Theresa einsticht. Der Film endet mit der Kameraeinstellung auf das Gesicht der toten Theresa.

## Hintergrund
Der von Paramount Pictures produzierte Film hatte am 28. März 1977 Premiere.
In der deutschen Synchronfassung übernahm Traudel Haas den Part von Diane Keaton, Lutz Riedel sprach Richard Gere. Für Tuesday Weld wurde Gisela Fritsch besetzt, die Rolle von Tom Berenger fiel Norbert Langer zu.

## Rezeption
Das Lexikon des internationalen Films urteilt: „Eine filmisch weitgehend faszinierende, am Ende schockierende, jedoch von Spekulationen nicht freie Studie über Scheinemanzipation und die Verhaltensweisen von der Gesellschaft enttäuschter Menschen.“ Der Filmkritiker Roger Ebert schrieb, der Film „ist sehr sehenswert, vor allem wegen der Darbietung Diane Keatons“.

## Nominierungen
- Oscarverleihung 1978
  - Nominierung für Tuesday Weld als „Beste Nebendarstellerin“
  - Nominierung für William A. Fraker für die „Beste Kamera“
- Golden Globe Award 1978
  - Nominierung für Diane Keaton als „Beste Hauptdarstellerin – Drama“